# Campionato europeo maschile under 20 di pallavolo 2012
Il XXIII campionato europeo juniores di pallavolo maschile si è svolto dal 25 agosto al 2 settembre 2012, a Gdynia, in Polonia e a Randers, in Danimarca. Al torneo hanno partecipato 12 squadre nazionali europee e la vittoria finale è andata per la terza volta all'Italia.

## Qualificazioni
Hanno partecipato al campionato europeo juniores le due nazionali di paesi ospitanti, le prime tre squadre classificate al campionato europeo juniores 2010 e sette squadre provenienti dai gironi di qualificazioni.

## Impianti
|                                                                 |                                                                    |
|                                                                 |                                                                    |
| Hala Gdynia Città: Gdynia Capienza: 4.334 Anno d'apertura: 2008 | Skyline Arena Città: Randers Capienza: 3.000 Anno d'apertura: 1972 |

## Gironi
Dopo la prima fase a gironi, le prime due classificate di ogni girone hanno acceduto alle semifinali per il primo posto, la terza e la quarta classificata di ogni girone hanno acceduto alle semifinali per il quinto posto.
| Girone A                                      | Girone B                                          |
| --------------------------------------------- | ------------------------------------------------- |
| Belgio Finlandia Italia Polonia Russia Serbia | Bulgaria Danimarca Germania Grecia Spagna Turchia |

## Fase finale - Gdynia

### Finali 1º e 3º posto
|  | Semifinali | Semifinali | Semifinali |        |        | Finale 1º/2º posto | Finale 1º/2º posto | Finale 1º/2º posto |  |
|  |            |            |            |        |        |                    |                    |                    |  |
|  | Italia     | Italia     | 3          |        |        |                    |                    |                    |  |
|  | Italia     | Italia     | 3          |        |        |                    |                    |                    |  |
|  | Turchia    | Turchia    | 1          |        |        |                    |                    |                    |  |
|  | Turchia    | Turchia    | 1          |        | Italia | Italia             | 3                  |                    |  |
|  |            |            |            |        | Italia | Italia             | 3                  |                    |  |
|  |            |            | Spagna     | Spagna | 1      |                    |                    |                    |  |
|  | Spagna     | Spagna     | Spagna     | Spagna | 1      | 3                  |                    |                    |  |
|  | Spagna     | Spagna     |            |        |        | 3                  |                    |                    |  |
|  | Belgio     | Belgio     | 1          |        |        | Finale 3º/4º posto | Finale 3º/4º posto | Finale 3º/4º posto |  |
|  | Belgio     | Belgio     | 1          |        |        |                    |                    |                    |  |
|  |            |            |            |        |        |                    |                    |                    |  |
|  |            |            |            |        |        | Turchia            | Turchia            | 2                  |  |
|  |            |            |            |        |        | Turchia            | Turchia            | 2                  |  |
|  |            |            |            |        |        | Belgio             | Belgio             | 3                  |  |

### Finali 5º e 7º posto
|  | Semifinali | Semifinali | Semifinali |        |         | Finale 5º/6º posto | Finale 5º/6º posto | Finale 5º/6º posto |  |
|  |            |            |            |        |         |                    |                    |                    |  |
|  | Polonia    | Polonia    | 3          |        |         |                    |                    |                    |  |
|  | Polonia    | Polonia    | 3          |        |         |                    |                    |                    |  |
|  | Germania   | Germania   | 1          |        |         |                    |                    |                    |  |
|  | Germania   | Germania   | 1          |        | Polonia | Polonia            | 1                  |                    |  |
|  |            |            |            |        | Polonia | Polonia            | 1                  |                    |  |
|  |            |            | Russia     | Russia | 3       |                    |                    |                    |  |
|  | Bulgaria   | Bulgaria   | Russia     | Russia | 3       | 2                  |                    |                    |  |
|  | Bulgaria   | Bulgaria   |            |        |         | 2                  |                    |                    |  |
|  | Russia     | Russia     | 3          |        |         | Finale 7º/8º posto | Finale 7º/8º posto | Finale 7º/8º posto |  |
|  | Russia     | Russia     | 3          |        |         |                    |                    |                    |  |
|  |            |            |            |        |         |                    |                    |                    |  |
|  |            |            |            |        |         | Germania           | Germania           | 0                  |  |
|  |            |            |            |        |         | Germania           | Germania           | 0                  |  |
|  |            |            |            |        |         | Bulgaria           | Bulgaria           | 3                  |  |

## Podio

### Campione
Formazione: 1 Enrico Diamantini, 2 Gabriele Nelli, 3 Marco Izzo, 4 Luigi Randazzo, 6 Daniele Tailli, 7 Simmaco Tartaglione, 8 Luca Spirito, 9 Sandro Caci, 11 Fabio Ricci, 12 Roberto Rivan, 14 Luca Borgogno, 16 Andrea Mattei, CT: Marco Bonitta

### Secondo posto
Formazione: 2 Ángel Trinidad, 3 Samuel Castilla, 4 Sergio Ramírez, 6 Enrique De Diego, 7 Daniel Muñoz, 8 Jose Maria Gimenez, 9 Alejandro Vigil, 10 Andrés Villena, 12 Gerard Osorio, 14 Miquel Ángel Fornés, 15 Carlos Jiménez, 18 Juan Manuel Gonzalez, CT: Ricardo Maldonado

### Terzo posto
Formazione: 3 Martijn Colson, 4 Maxim Verboomen, 5 François Lecat, 6 Lowie Stuer, 8 Arno van de Velde, 9 Jonas Reynders, 10 Leonis Dedeyne, 11 Laszlo De Paepe, 12 Lim De Swert, 14 Tomas Rousseaux, 17 Thijs Koen, 18 Sander Depovere, CT: Steven Van Medegael

## Classifica finale
| Classifica | Squadre   | Qualificazione                                                       |
| ---------- | --------- | -------------------------------------------------------------------- |
| Oro        | Italia    | Campionato mondiale juniores 2013 - Campionato europeo juniores 2014 |
| Argento    | Spagna    | Campionato europeo juniores 2014                                     |
| Bronzo     | Belgio    | Campionato europeo juniores 2014                                     |
| 4          | Turchia   |                                                                      |
| 5          | Russia    |                                                                      |
| 6          | Polonia   |                                                                      |
| 7          | Bulgaria  |                                                                      |
| 8          | Germania  |                                                                      |
| 9          | Grecia    |                                                                      |
| 10         | Serbia    |                                                                      |
| 11         | Finlandia |                                                                      |
| 12         | Danimarca |                                                                      |